# Parc de Reinach
Le parc de Reinach est un monument historique situé à Hirtzbach, dans le département français du Haut-Rhin.

## Localisation
Ce parc est situé rue du Château à Hirtzbach.

## Historique
L'édifice fait l'objet d'une inscription au titre des monuments historiques depuis 1996.